# Ситаун
Ситаун (Ситаунг, Ситанг) (на бирмански: စစ်တောင်းမြစ်) е четвъртата по големина река в Мианмар след Салуин, Иравади и Чиндуин. Дължина – 420 km, площ на водосборния басейн – 34 500 km². Река Ситаун води началото си на 817 m н.в. под името Пяунлаун от северната част на хребета Биндже, в най-западната част на Шанската планинска земя. До съединяването си с идващата отдясно река Схинде в района на град Пинмана тече в дълбока, тясна и силно залесена долина. След това вече под името Ситаун тече в широка до 40 km долина между Шанската планинска земя на изток и планината Пегу на запад. В долното си течение протича през югоизточната част на Иравадийската равнина, след което чрез дълъг и тесен естуар се влива в залива Моутама на Андаманско море. Основен приток – Кабаун (десен). Режимът на оттока ѝ е мусонен, с ясно изразено лятно пълноводие. Среден годишен отток – около 1300 m³/s. Морските приливи навлизат на 80 km нагоре по течението ѝ. В устието си отлага огромно количество наноси. В долното си течение е плавателна за плитко газещи речни съдове. Чрез плавателен канал е свързана с течащата на запад от нея река Пегу. Долината на Ситаун е един от най-важните оризопроизводителни райони на Мианмар. Долината ѝ е гъсто населена, като най-големите селища са градовете Пинмана и Таунго.